# Anne Barbara Underhill
Anne Barbara Underhill (Vancouver Canadá, 12 de junio de 1920- Vancouver 3 de julio de 2003) fue pionera en el estudio de estrellas azules calientes, perfeccionó las sofisticadas técnicas de cálculo para entender mejor sus atmósferas.

## Biografía
Anne Barbara Underhill nació en Vancouver, Columbia Británica el 12 de junio de 1920. Sus padres eran Frederic Clare Underhill, un ingeniero civil e Irene Anna (de soltera Creery) Underhill. Tenía un hermano gemelo y tres hermanos más pequeños. Cuando era una niña fue muy activa en las Chicas Guía y se graduó en la escuela secundaria después de ganar la medalla del vicegobernador como una de las mejores estudiantes de la provincia. En la escuela secundaria también destacó en los deportes. Su madre murió cuando Anne tenía 18 años y, mientras llevaba a cabo sus estudios universitarios, ayudó a criar a sus hermanos menores. Su hermano gemelo murió en Italia durante la Segunda Guerra Mundial (1944), una pérdida que ella sintió profundamente.

## Educación
En la Universidad de la Columbia Británica, Anne Underhill obtuvo la licenciatura en Química (1942), seguida de un máster en 1944. Después de trabajar en Montreal durante un año para el National Research Council, estudió en la Universidad de Toronto antes de entrar en la Universidad de Chicago en 1946 para obtener el doctorado, que recibió en 1948, con una tesis que fue el primer modelo de cálculo para una atmósfera estelar multicapa. Su director de tesis fue Subrahmanyan Chandrasekhar, una autoridad líder en el campo de los agujeros negros y galardonado con el Premio Nobel de Física de 1983.
Durante este tiempo trabajó con Otto Struve, desarrollando su interés en las estrellas calientes y el análisis de sus espectros de alta dispersión. Recibió dos becas para las mujeres universitarias de Canadá.

## Carrera científica

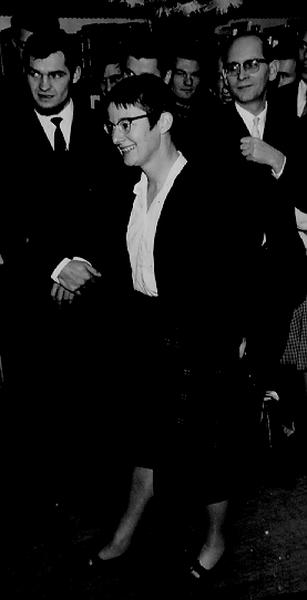
Anne Barbara Underhill en 1967

Más adelante recibió una beca de investigación en Estados Unidos para trabajar en el Observatorio de Copenhague, y tras su finalización, regresó a la Columbia Británica para trabajar en el Observatorio Astrofísico Dominion como investigadora de 1949 a 1962. Durante este período se pasó un año en la Universidad de Harvard como profesora visitante y luego en Princeton donde utilizaba su avanzado ordenador para escribir el primer código para la simulación de las atmósferas estelares. 
En 1962 fue invitada por la Universidad de Utrecht (Holanda) como profesora a tiempo completo. Era una excelente profesora, muy querida por los estudiantes en sus clases, y por las muchas personas que guio a lo largo de su carrera. Trató a conciencia de aprender holandés pero con un éxito moderado. Empezaba sus lecciones en holandés pero cambiaba al inglés sin darse cuenta cuando estaba excitada. Durante un semestre, que habló de la radiación del cuerpo negro; pero en holandés lo que decía en realidad era “la radiación del cadáver negro”. Los estudiantes disfrutaban tanto de esta confusión que nunca la corrigieron. Mientras estuvo en Utrecht, trabajó brevemente en el consejo editorial de la revista Astrophysical Journal.
Después de Utrecht, Anne Underhill volvió a Norteamérica para trabajar con el Centro de Vuelo Espacial Goddard de la NASA en Greenbelt (Maryland). Los científicos de alto nivel en el Goddard estaban buscando un astrónomo competente, que pudiera ayudar a elevar los estándares científicos del laboratorio. Anne Underhill tuvo éxito en este objetivo, sobre todo en la orientación y en la promoción de los jóvenes del personal. Como científica del proyecto para el International Ultraviolet Explorer contribuyó en gran medida al éxito de ese proyecto. En 1969 recibió un título honorario de la Universidad de York.
El período como Jefa del Laboratorio Goddard fue agotador para Anne y estuvo encantada de aceptar un puesto como Científica Senior. Pasó dos años en París colaborando con Richard Thomas en la edición de una serie de libros de astronomía. De estos, ella escribió "O-Stars and Wolf Rayet Stars", en colaboración con Peter Conti, y "B Stars With and Without Emission Lines" en colaboración con Vera Doazan. Ambos libros tuvieron muy buena aceptación. Al regreso de París, continuó con la investigación científica hasta que se retiró en 1985.
A partir de su jubilación Anne regresó a Vancouver y se convirtió en Profesora Emérita de la Universidad de Columbia Británica. Disponía de un despacho, servicios de biblioteca y del estímulo de los colegas. Disfrutaba ayudando y tutorizando a las estudiantes y estaba feliz de volver a llevar a cabo observaciones en el Observatorio Astrofísico Dominion en Victoria. 
Anne Underhill fue una de las personas expertas mundiales en estrellas calientes que tuvieron mucha influencia en todo este campo y en muchos estudiantes. Entre 1945 y 1996 publicó más de 200 artículos en revistas o actas del simposio, además de libros. Su legado durará por mucho tiempo.

## Premios y reconocimientos
En 1985 recibió el premio D. S. Beals, reconocimiento que se otorga a un astrónomo o astrónoma canadiense con motivo de resultados excepcionales en investigación. Este año también fue elegida miembro de la Royal Society de Canadá. En 1992 recibió una D.Sc. de la Universidad de British Columbia en 1992.
En 2002, su salud comenzó a deteriorarse y se fue debilitando poco a poco, murió el 3 de julio de 2003 a la edad de 83 años.